# バヤモの歌
『バヤモの歌』（スペイン語: El Himno de Bayamo、La Bayamesa とも）は、キューバの国歌である。1867年、ペドロ・フィゲレードが「ラ・マルセイエーズ」を参考にしながら作詞、作曲した。序奏部はアントニオ・ロドリゲス・フェレールが作曲している。1868年10月10日に始まる第一次キューバ独立戦争のバヤモの戦いにおいて独立派により歌われ、1902年の独立に際して国歌に制定された。元は6節から成っていたが、採用時に後半の第3 - 6節が削除された。なお、キューバの国旗と同様にキューバ革命後も変更されなかった。

## 歌詞
後半は繰り返す。
¡Al combate corred, bayameses,

que la Patria os contempla orgullosa;

no temáis una muerte gloriosa,

que morir por la Patria es vivir!

En cadenas vivir es vivir

En afrenta y oprobio sumido.

Del clarín escuchad el sonido;

¡a las armas, valientes, corred!

### 日本語訳
急げ、武器を取れ、バヤモの民よ！

祖国は諸君を誇らしげに見つめている

栄誉ある死を恐るな

祖国のために死ぬるは生きること！

鎖に縛られ生きるは

屈辱と恥辱にまみれ生きること

喇叭の響きを聞け

急げ、勇者達よ、武器を取れ！